# Bharat Football Club
Il Bharat Football Club è stata una società calcistica indiana con sede nella città di Pune che ha militato nella I-League.

## Storia
Fondata nel 2014, la squadra partecipa subito alla I-League.
A fine campionato si classifica ultima ma non retrocede nella seconda divisione, la I-League 2nd Division, perché vince lo spareggio contro il Dempo.
Il club si è sciolto nel 2015.

## Organico

### Rosa 2014
| N. |                        | Ruolo | Calciatore         |
| -- | ---------------------- | ----- | ------------------ |
| 2  | Palestina (bandiera)   | D     | Omar Jarun         |
| 3  | India (bandiera)       | D     | Nallappan Mohanraj |
| 4  | India (bandiera)       | C     | Tomba Singh        |
| 6  | India (bandiera)       | C     | Dipendu Dowary     |
| 7  | India (bandiera)       | C     | Adil Khan          |
| 8  | Inghilterra (bandiera) | D     | Bobby Hassell      |
| 11 | India (bandiera)       | C     | Simranjit Singh    |
| 14 | India (bandiera)       | C     | Steven Dias        |
| 15 | India (bandiera)       | A     | Manjit Singh       |
| 16 | India (bandiera)       | C     | Gunashekar Vignesh |
| 17 | India (bandiera)       | A     | Surojit Bose       |
| 18 | India (bandiera)       | C     | Jayashelan Prasad  |

| N. |                  | Ruolo | Calciatore               |
| -- | ---------------- | ----- | ------------------------ |
| 20 | India (bandiera) | D     | Sabas Saleel             |
| 21 | India (bandiera) | P     | Shahinlal Meloly         |
| 22 | India (bandiera) | C     | Lester Fernandez         |
| 23 | India (bandiera) | D     | Naorem James Singh       |
| 24 | India (bandiera) | A     | Rajinder Kumar           |
| 25 | India (bandiera) | P     | Harshad Meher            |
| 28 | India (bandiera) | D     | Syed Nabi                |
| 29 | India (bandiera) | C     | Asif Kottayil            |
| 30 | India (bandiera) | C     | Tapan Maity              |
| -  | India (bandiera) | C     | Sampath Kuttymani        |
| -  | India (bandiera) | C     | Ashutosh Mehta           |
| -  | India (bandiera) | D     | Chinta Chandrashekar Rao |

### Staff tecnico 2014
- Stuart Watkiss - Allenatore
- Stanley Rozario - Assistente